# Woodard Productions
Woodard Productions war eine von den Brüdern Horace und Stacy Woodard gegründete US-amerikanische Filmproduktionsgesellschaft.
1938 veröffentlichten sie den Spielfilm Adventures of Chico. Mit dem zweiten Film Alive in the Deep war Woodard Productions bei der Oscarverleihung 1942 in der Kategorie Bester Kurzfilm (Zwei Filmrollen) nominiert.
Stacy Woodard starb bereits im Januar 1942.

## Produktionen
- 1938: Adventures of Chico
- 1941: Alive in the Deep